# 私講師
私講師（しこうし、ドイツ語: Privatdozent）とは、ドイツの高等教育機関 (Hochschule) において、教授職にはついていないが、教授資格（Lehrbefähigung）をもちつつ（habilitiert（これは、教授資格論文 (Habilitationsschrift) を書き、審査に合格したということである））、教育活動を行う権利（Lehrbefugnis）と義務を与えられた者をいう。教授職への一階梯とも考えられている。「Priv.-Doz.」「PD」などと略される。この用語は、ラテン語のprivatus（「独立した」）に由来する。私講師の呼称は雇用関係やサービス関係を構成するものではない。現在、日本で博士研究員（ポスドク）を指してPDとするが、ドイツのPDはこれとは異なり、博士号のDr.に加えて称号として用いられる。

## 用語
19世紀のドイツでは、講義を選んで聴講する学生から講義代をもらうシステムだったため、人気がなければ無収入となった。この用語の日本語訳は、Privatを「私」、Dozentを「講師」と直訳したもので、日本人が訳語だけを見てもなんのことかわからない、いわゆる異化翻訳の最たる例である。日本語の「講師」の多義性（講義する人を指すのか大学の職名を指すのか不明。ドイツの大学に「Dozent」という職名はない。）も、わかりにくくしている要因である。同化翻訳ならば「教授」となろうが、日本の「教授」が職名であるのに対し、ドイツでは「Prof.」は称号である。私講師の称号を持つ者の中でも、資格と職名とそれに伴う給与体系が様々に異なる。自分の講座（Lehrstuhl)を持つ「主任教授」(Lehrstuhlinhaber)に対して「資格教授」とする訳語もある。

## ドイツ

### ナチス政権下
ドイツの政権を掌握したヒトラーのナチス党は、大学の非アーリア系教員を排除する政策を推進する際に、教員不足による混乱を防ぐたために、ハビリタツィオンと教職授与に関する新たな規程、新ドイツ国教授資格規程を1934年に布告した。これまでは、教授資格（Lehrbefähigung）をもちつつ教育活動を行う権利（Lehrbefugnis）と義務を与えられていたのが、この規程ではハビリタツィオン（大学教授資格試験、および試験に合格して与えられる教育資格）の資格と教授資格授与の2要素に分けた。

### 第二次大戦以後
ドイツ連邦州によっては大学講師とみなされ、一般的に博士課程の学生を指導することも認められている。
オーストリアでは2003年まで、大学がハビリタツィオンを付与した大学講師（Univ.-Doz.）として教育認可を与えていたため、公務員の用語との混同が繰り返された。オーストリアでも私講師という用語が導入されたのは2004年になってからである。これにより、私講師としての教員免許は、公務員（Univ.-Doz.）とは概念的に区別されることになった。
通常、教員資格（facultas docendi、ハビリタツィオンによって取得）と教員免許（venia docendi、学部の要請によって与えられる）は区別される。私講師は教員資格だけでなく、教員免許も持っている。原則として、彼らは所属する大学で最低限度の科目を、通常は無料で教える義務がある。このようないわゆる "titular lectureships"を持たなければ、教授資格を失い、私講師の称号も失う。連邦行政裁判所は、1994年の画期的な判決（判例番号：6 C 40/92）で、大学は週1学期1時間以上の講義を要求してはならないと規定したが、これが一貫して実施されているのはザールラント州だけである。ザクセン州、バイエルン州、バーデン・ヴュルテンベルク州などでは、週2学期1時間の講義が明示的に義務付けられているほどである。
上記の判決において、連邦行政裁判所は、称号教育は、この称号を発行する大学の学部で無報酬で教える以外の方法でも提供することができ、その教育に公共の利益がある場合には報酬を得ることもできるという結論に達した。これは、一方では、雇用関係において副教授職を引き受けることにより、他方では、教育負担を伴う研究助手としての雇用関係においても同様である。
神学部では、ハビリタツィオンに加え、教会からの教員免許も必要である。一部の連邦州では、教職資格を含むハビリタツィオンにより、ハビリタツィオンを受けた博士（Dr. habil.）の学位が授与されるが、私講師の称号を持つ教員免許（ラテン語 venia legendi）と大学教職員の資格は、別途申請しなければならない：
- バイエルン州では、教育資格の決定とともに、教育資格取得者は教育資格博士の学位を取得する[8]。この「私講師」の称号は、その者が（無給であっても）少なくとも週2学期時間以上教えない場合、取り消されることがある[9]。
- ブランデンブルク州では、ハビリタツィオンは関連学部のハビリタツィオン規定によって規定されている。ポツダム大学哲学学部では、教職資格とともに「Dr. phil. habil.」という学位が授与される[10]。ポツダム大学法学部では、「Dr. jur. habil.」という学位が授与される[11]。ポツダム大学法学部では、「Dr. jur. habil.」という学位が授与され、申請者は博士の学位に「habil.」という接尾辞をつけることができる[12]。また、ハビリタツィオンを受けた候補者が大学で教鞭をとることを申請し、その後教員免許を取得した場合には、「私講師 der Brandenburgischen Technischen Universität Cottbus-Senftenberg」という学位が授与される[13]。
- ヘッセン州では、ハビリタツィオンに成功すると、学部はハビリタツィオン博士の学位を授与することができる[14]。正当な理由なく2学期連続で教壇に立たなかった者は、学術称号を使用する権利を失う[15]。
- ノルトライン＝ヴェストファーレン州では、大学の学部／学科が、法令によってハビリタツィオンに関する規則を定める責任を負っている。これらの規定では、ハビリタトゥス（habilitatus）という接尾辞を博士の学位に付けることができる。(habilitatus)を付けることができる。単独で講義を担当する資格であるvenia legendiは、別途申請しなければならない。認可が下りると、ハビリタトゥスは「私講師in」または「私講師」という称号を使用することができる[16]。
- ザクセン州では、ハビリタツィオンは教授資格を認め、博士の学位に「habil. 申請により、教授会は、ハビリタツィオンを受けた候補者が、少なくとも週 2 セメスター時 間、専門分野の教鞭をとることを約束した場合、「私講師」の称号を授与する（ザクセン高等教育法第 42 条（4））。

一部の連邦州では、ハビリタツィオンを取得することで、教員免許と「私講師」の称号が直接与えられる：
- バーデン＝ヴュルテンベルク州では、特定の科目を教える認可は、ハビリタツィオンの手続きを無事終えた後に与えられる。バーデン＝ヴュルテンベルク州では、ハビリタツィオン手続きに合格すると、特定科目の教授資格が授与され、その科目で週2学期以上教える限り、自動的に「私講師」の称号が与えられる[17]。
- ニーダーザクセン州では、ハビリタツィオンは、教育認可および「私講師」の称号を使用する権利の付与と、ハビリタツィオンに言及する博士号への追記に関連している（ニーダーザクセン州高等教育法第9条a（2））。
- ラインラント＝プファルツ州は、2003年から2008年の間、私講師の称号が授与されなかった唯一の州であった。2008年2月27日の州議会の全会一致の決定により、高等教育法が改正され、この称号が復活した[18]。ただし、ここでは私講師は大学教員とはみなされない。ハビリタツィオン保持者は、ハビリタツィオンを取得した大学で独立して教鞭をとることができ（教授許可）、この場合、「私講師」を名乗る権利を有する。教授資格は、理由なくに長期間使用されなかった場合には取り消されることがある[19]。各学部のハビリタツィオン規則では、ハビリタツィオンを朱徳した者は博士号にも接尾辞「habil.（habilitatus）」を付けなければならないと規定することができる[20]。
- ザールラント州では、ハビリタツィオンを修了すると「私講師」の称号が与えられる。これは、ハビリタツィオンの候補者が希望する科目を教える権限があることを意味する。私講師は、認可を受けた科目分野で、学期ごとに週1時間の講義を行わなければならない[21]。
- ザクセン＝アンハルト州では、ハビリタツィオンに合格すると「Doctor habilitatus（Dr habil.）」の学位が授与される。この学位が授与されると、教鞭をとる権限と「私講師」の称号を使用する権利が与えられる[22]。

## 大学内での地位
ハビリタツィオンや教員免許は、雇用関係を成立させるものではなく、そのような継承権を担保するものでもない。1959年頃まで私講師は、「デーテンドーゼンテン（Diätendozenten）」として、試用期間中の公務員として大学に雇用されることができた。現在でも、例えば研究助手（例えば学術評議員やサラリーマンとして）大学に雇用されたり、パートタイムで働いたりすることができる。1960年代、かつての食事講師は「学術評議員」、「学部長」、「大学講師」、「公務員 私講師」という公務員職に取って代わられ、1970年から1975年にかけて給与群AH5または6に移行した。「学術参事」を兼任していた助教授は、正教授（AH6）に昇格した。
私講師は、もともとはどこの州でも大学講師のグループに属していたが、現在は一部の連邦州のみである。そのため、博士号取得手続きやハビリタツィオン手続きにおける監督者、評価者、試験官として、また学術試験や、任命されれば教会や国家試験を実施する権利を有する。試験の認可は州法によって異なる。
各学部または学科の提案により、研究および教育における卓越した業績を証明する相応の手続きに基づき、准教授（apl.Prof.）の称号を授与することができる。いくつかの連邦州では、私講師としての最低教育活動期間が定められている（通常2～6年）。非常勤教授という肩書きも、雇用関係を確立するものではない。
1970年代初頭、連邦各州の高等教育・大学教授法では、一定期間、ハビリタツィオンを受けた者が、旧来のいわゆるアカデミックな中堅学部に所属し、教授職（給与グループAH3～5）に転任することを認めていた。この異動は、いくつかの連邦州（ハンブルク、ノルトライン＝ヴェストファーレン州）で法的紛争に発展した。この文脈で強調しなければならないのは、当時の連邦助手会議（BAK）の要求、すなわち「教鞭をとる助手はすべて教授である」という要求が満たされたため、1970年から1975年にかけて、例えば西ベルリンの大学では、博士号（AH5）を持つ上級助手や上級技術者など、ハビリタツィオンを持たない助手が教授職に就いたことである、 博士号を少なくとも4年間保持していた助手や、博士号を持たない上級技術者や学術評議員は、教授としてAH4（後にC2）に異動させられた（ベルリンの専門用語で「4月教授」または「割引教授」）。法的措置により、この期間に雇用を開始した他の昇進していない上級技術者や学術評議員も「AH4」、後のC2教授に編入された。1976年1月1日の新しい高等教育枠組み法により、中堅職員の教授職への異動は廃止された。新高等教育枠組法で規定されなくなった上記の学術的な「中間職」の廃止は、その後のすべての世代の教授に悪影響を及ぼした。

## 1945年までの国家の介入権
私講師は雇用関係がないため、当初は教育に関して教授会に服従していたが、一般的には国家の監督を受けることはなかった。しかし、物理学者レオ・アロンズがベルリンのフリードリヒ・ヴィルヘルムス大学の私講師としてドイツ社会民主党に参加した後、プロイセン国家は1898年にいわゆる「アロンズ勅令」を発布し、SPDに所属しながらプロイセンの大学で働くことを禁止した。ワイマール共和国では、このような国家介入の権利は再び廃止され、国家からの独立性は国家社会主義時代には失われ、1939年9月30日の帝国ハビリタツィオン規則の改正により、 私講師は撤回され、給与公務員としての講師という新しい秩序に取って代わられた。

## 財政状況
私講師の地位は、雇用関係とはまったく無関係である。大学に雇用されていない 私講師（学術評議員や科学職員など）には、さまざまな収入の機会がある。1970年まで、西ドイツでは教授と同様、受講者数に応じて講義料を受け取っていた。私講師にとってはこれが唯一の給与であり、正教授にとっては給与に上乗せされる副収入であった。現在では、研究プロジェクトの一環として第三者資金から報酬を得ている 私講師もいる。また、任命手続きが完了するまでの期間や休職期間など、一定期間だけ教授職を代行することも可能で、その場合の給与や報酬は、対応する等級の教授に相当する。
特に人文科学の分野では、一部の 私講師は、経費（旅費、教材費）の払い戻しはあるが、報酬は最低生活水準を大きく下回る教育任務に基づいて働いている。雇用も有給の教育任務もない 私講師は、その肩書きを継続的に使用するために、無償で教えなければならない。

## オーストリア
私講師とは、学術上または芸術上の資格に基づき、大学から学術上または芸術上の科目（ハビリタツィオン）の教授認可（venia docendi）を授与された者のことである。教授認可の授与は、雇用関係を確立するものではなく、大学との既存の雇用関係を変更するものでもない。

## スイス
私講師は、教授権（Venia Legendi）、すなわち、その専門分野の講座や試験を自由に発表・実施する権利を取得しなければならない。この職務において、講師は給与を受け取らず、報酬のみを受け取る。

## 日本
東京帝国大学文科大学、同工科大学において、ドイツの制度に倣って私講師の制度が「希望講師」の名称で実施されていたことがある。